# Sambal
Sambal é um condimento baseado em malagueta, essencial na culinária do Sudeste Asiático, desde o Sri Lanka (onde são conhecidos como sambols) à Papua. Os indonésios usam sambal para acompanhar todo o tipo de pratos e ainda como base para muitos outros. Para alem da Indonésia ser um país enorme e composto de muitas etnias, devem ainda considerar-se os outros países da região e pensar que a variedade de sambals é também inúmera. Abaixo, uma pequena seleção de receitas. 
- Sambal Ulek é um dos mais simples: malaguetas inteiras (sem o pedúnculo) amassadas com vinagre e um pouco de sal; o autor da receita diz que esta preparação é uma boa forma de aproveitar um excesso de malaguetas no quintal e a mistura conserva-se bastante tempo na geleira. [1]

- O sambal de coco (ver pol-sambola do Sri Lanka) tem uma preparação mais elaborada: as malaguetas (verdes, frescas, e vermelhas, secas) são salteadas com um pouco de óleo juntamente com alho, cebola e pimenta-redonda; a seguir, esta preparação é misturada com coco ralado e água, se necessário, até obter uma pasta, que depois se tempera com sumo de limão e sal. [1]

- O sambal doce (“Indonesian Spice Paste”) é mais parecido com um chatni em que, depois de saltear as malaguetas com alho e cebola, junta-se puré de tomate, sal, açúcar e melaço e deixa-se apurar a fogo brando, mas sem tapar o wok, até a pasta ficar quase seca. [1]

- O sambal-da-malásia aparece em duas versões, uma mais simples, em que as malaguetas são moídas com pasta de camarão (belacan ou belachan) e conservadas com sumo de lima, e outra mais elaborada em que se faz uma pasta com malagueta, chalotas, alho, a parte branca de plantas de chá-príncipe e açafrão-indiano em pó; esta pasta é depois cozinhada num wok, em lume brando, até se separar do fundo e, nessa altura, junta-se pasta de tamarindo e açúcar; o molho está pronto quando o óleo se separa da pasta. [1] [2]

- Sambal Ikan Bilis é um prato completo, para acompanhar com uma sopa ou arroz. Ikan bilis são anchovetas secas, uma iguaria regional; nesta receita, as anchovetas, depois de lavadas, são fritas até ficarem novamente secas e escorridas em papel de cozinha; fritam-se também amendoins inteiros (crus e com a pele, mas sem a casca) e reservam-se. Limpa-se o wok e, com óleo novo, salteiam-se malaguetas secas, chalotas, castanhas de caju e belacan (pasta de camarão seca), junta-se leite-de-coco, pasta de tamarindo, açúcar e sal; quando se transformar numa pasta grossa, juntam-se as anchovetas e os amendoins fritos, mistura-se e serve-se quente. [1] A avaliar pelo nome da pasta de camarão, esta receita é típica de Singapura, como atesta uma outra receita, que aconselha consumir os ikan bilis com nasi lemak, ou seja, arroz-de-coco. [3]